# Thomas Gobel
Thomas Gobel (* 8. September 1965) ist ein ehemaliger deutscher Fußballspieler. 1984/85 spielte er für den FC Carl Zeiss Jena in der DDR-Oberliga, der höchsten Spielklasse im DDR-Fußball.

## Sportliche Laufbahn
Mit 13 Jahren wurde Thomas Gobel in die Kindermannschaft (AK 12/13) des FC Carl Zeiss Jena aufgenommen. Von 1982 bis 1983 spielte er für den FC Carl Zeiss in der Nachwuchsoberliga des DDR-Fußballverbandes (DFV). Für den DFV bestritt Gobel im gleichen Zeitraum auch 16 Länderspiele mit der DDR-Juniorennationalmannschaft. Nachdem 1983 die Nachwuchsoberliga eingestellt worden war, traten die Nachwuchsteams von der Saison 1983/84 an als 2. Mannschaft des jeweiligen Oberligavertreters in der drittklassigen Bezirksliga an. Mit dem FC Carl Zeiss Jena II wurde Thomas Gobel 1984 Bezirksmeister und stieg in die zweitklassige DDR-Liga auf. Für die Saison 1984/85 wurde Gobel weiter für die 2. Mannschaft nominiert, für die er 16 DDR-Liga-Spiele absolvierte. Er wurde stets als Verteidiger eingesetzt, spielte aber sowohl auf der rechten wie auf der linken Seite. Am 22. Spieltag erzielte er beim Spiel FCC II – BSG Glückauf Sondershausen mit dem 2:2-Endstand sein einziges DDR-Liga-Tor. Daneben kam Gobel auch mit der 1. Mannschaft in sechs Oberligaspielen zum Einsatz. Sein erstes Spiel in der Oberliga bestritt er bei der Begegnung des 13. Spieltages FCC – Dynamo Dresden. Beim 4:0-Sieg der Jenaer wurde er in der 86. Minute für den Mittelfeldspieler Andreas Krause eingewechselt. Nach zwei weiteren Kurzeinsätzen folgten drei Oberligaspiele, in denen Gobel in der Startelf stand und zweimal 90 Minuten absolvierte. Im Spiel BSG Stahl Riesa – FCC erzielte er bei der 1:3-Niederlage den Ehrentreffer für Jena. In seinem letzten Oberligaspiel FCC – 1. FC Magdeburg am 21. Spieltag schied er bereits in der 14. Minute verletzt aus. Für die Saison 1985/86 wurde er zwar vom FC Carl Zeiss Jena für die Oberligamannschaft nominiert, Thomas Gobel erschien aber niemals mehr im höheren Ligenbereich. 